# Halil Altıntop
Halil Altıntop (Gelsenkirchen, 1982. december 8. –) német születésű török labdarúgó.
Az egypetéjű ikertestvére a szintén labdarúgó Hamit Altıntop. Halil hivatásos pályafutását a Wattenscheid 09-ben kezdte a testvérével együtt. A jó teljesítményük miatt nagyobb klubok igazolták le őket, Halil a Kaiserslautern játékosa lett, míg a testvére a Schalkéban folytathatta. Halil csatárként szerepelt a csapatban, a 2005–2006-os szezonban a Bundesliga góllövőlistájának a harmadik helyén végzett 20 találattal. Az idény végén ingyen igazolhatóvá vált, és testvére csapatához, a Schalkéhoz igazolt. Azonban egy szezon elteltével Hamit a Bayern Münchenhez szerződött szintén ingyen. 2010-ben végleg leigazolta a Eintracht Frankfurt.

## Sikerei, díjai

### Klubcsapattal
- Schalke:
  - Német bajnoki ezüstérmes: 2007
  - Német bajnoki bronzérmes: 2008
  - Német ligakupa-döntős: 2007

## Pályafutása statisztikái
| Klub                 | Szezon         | League            | League          | League | Kupa            | Kupa  | Európai         | Európai | Összesen        | Összesen |
| Klub                 | Szezon         | Bajnokság         | Pályára lépések | Gólok  | Pályára lépések | Gólok | Pályára lépések | Gólok   | Pályára lépések | Gólok    |
| -------------------- | -------------- | ----------------- | --------------- | ------ | --------------- | ----- | --------------- | ------- | --------------- | -------- |
| Wattenscheid 09      | 2000–01        | Regionalliga      | 14              | 5      | —               | —     | —               | —       | 14              | 5        |
| Wattenscheid 09      | 2001–02        | Regionalliga      | 34              | 14     | —               | —     | —               | —       | 34              | 14       |
| Wattenscheid 09      | 2002–03        | Regionalliga      | 33              | 16     | —               | —     | —               | —       | 33              | 16       |
| Wattenscheid 09      | Összesen       | Összesen          | 81              | 35     | —               | —     | —               | —       | 81              | 35       |
| 1. FC Kaiserslautern | 2003–04        | Bundesliga        | 27              | 2      | 1               | 0     | 1               | 0       | 29              | 2        |
| 1. FC Kaiserslautern | 2004–05        | Bundesliga        | 30              | 6      | 1               | 0     | —               | —       | 31              | 6        |
| 1. FC Kaiserslautern | 2005–06        | Bundesliga        | 34              | 20     | 2               | 1     | —               | —       | 36              | 21       |
| 1. FC Kaiserslautern | Összesen       | Összesen          | 91              | 28     | 4               | 1     | 1               | 0       | 96              | 29       |
| Schalke 04           | 2006–07        | Bundesliga        | 34              | 6      | 2               | 1     | 2               | 0       | 38              | 7        |
| Schalke 04           | 2007–08        | Bundesliga        | 25              | 6      | 2               | 0     | 7               | 0       | 34              | 6        |
| Schalke 04           | 2008–09        | Bundesliga        | 31              | 4      | 4               | 1     | 8               | 2       | 43              | 7        |
| Schalke 04           | 2009–10        | Bundesliga        | 6               | 0      | 3               | 1     | —               | —       | 9               | 1        |
| Schalke 04           | Összesen       | Összesen          | 96              | 16     | 11              | 3     | 17              | 2       | 124             | 21       |
| Eintracht Frankfurt  | 2009–10        | Bundesliga        | 15              | 3      | —               | —     | —               | —       | 15              | 3        |
| Eintracht Frankfurt  | 2010–11        | Bundesliga        | 34              | 0      | 3               | 2     | —               | —       | 37              | 2        |
| Eintracht Frankfurt  | Összesen       | Összesen          | 49              | 3      | 3               | 2     | —               | —       | 52              | 5        |
| Trabzonspor          | 2011–12        | Süper Lig         | 34              | 6      | 1               | 0     | 3               | 0       | 38              | 6        |
| Trabzonspor          | 2012–13        | Süper Lig         | 27              | 7      | 10              | 2     | 9               | 1       | 46              | 10       |
| Trabzonspor          | Összesen       | Összesen          | 61              | 13     | 11              | 2     | 12              | 1       | 84              | 16       |
| FC Augsburg          | 2013–14        | Bundesliga        | 34              | 10     | 3               | 1     | —               | —       | 37              | 11       |
| FC Augsburg          | 2014–15        | Bundesliga        | 31              | 3      | 1               | 0     | —               | —       | 32              | 3        |
| FC Augsburg          | 2015–16        | Bundesliga        | 19              | 1      | 2               | 0     | 5               | 1       | 26              | 2        |
| FC Augsburg          | 2016–17        | Bundesliga        | 31              | 6      | 2               | 0     | —               | —       | 33              | 6        |
| FC Augsburg          | Összesen       | Összesen          | 115             | 20     | 8               | 1     | 5               | 1       | 128             | 22       |
| Slavia Praha         | 2017–18        | Cseh First League | 8               | 1      | 2               | 1     | 0               | 0       | 10              | 2        |
| 1. FC Kaiserslautern | 2017–18        | 2. Bundesliga     | 14              | 1      | 0               | 0     | —               | —       | 14              | 1        |
| Teljes karrier       | Teljes karrier | Teljes karrier    | 515             | 117    | 39              | 10    | 35              | 4       | 589             | 131      |

### Góljai a válogatottban
| #           | Dátum                | Helyszín    | Ellenfél     | Gólarány    | Eredmény    | Rendezvény                                        |
| Törökország | Törökország          | Törökország | Törökország  | Törökország | Törökország | Törökország                                       |
| ----------- | -------------------- | ----------- | ------------ | ----------- | ----------- | ------------------------------------------------- |
| 1.          | 2005. június 8.      | Almati      | Kazahsztán   | 6–0         | Győzelem    | 2006-os vb-selejtező                              |
| 2.          | 2005. október 5.     | Isztambul   | Németország  | 2–1         | Győzelem    | Barátságos                                        |
| 3.          | 2006. június 2.      | Sittard     | Angola       | 3–2         | Győzelem    | Barátságos                                        |
| 4.          | 2007. szeptember 8.  | Valletta    | Málta        | 2–2         | Döntetlen   | 2008-as Eb-selejtező                              |
| 5.          | 2007. szeptember 12. | Isztambul   | Magyarország | 3–0         | Győzelem    | 2008-as Eb-selejtező                              |
| 6.          | 2008. augusztus 20.  | İzmit       | Chile        | 1–0         | Győzelem    | Barátságos                                        |
| 7.          | 2009. június 2.      | Kayseri     | Azerbajdzsán | 2–0         | Győzelem    | Barátságos                                        |
| 8.          | 2009. október 14.    | Bursa       | Örményország | 2–0         | Győzelem    | 2010-es labdarúgó-világbajnokság-selejtező (UEFA) |

## Külső hivatkozások
- Hivatalos honlap (németül)
- Profil a Schalke hivatalos honlapján (angolul)
- Halil Altıntop adatlapja a FIFA.com-on Archiválva 2009. március 28-i dátummal a Wayback Machine-ben (angolul)
- Pályafutása statisztikái a footballdatabase.com-on (angolul)
- Profil a footballdatabase.eu-n (angolul)
- Halil Altıntop pályafutásának statisztikái a Soccerbase oldalon (angolul)

```
(angolul)
```

- Halil Altıntop adatlapja a national-football-teams.com-on Archiválva 2007. június 23-i dátummal a Wayback Machine-ben (angolul)
- Pályafutása statisztikái a fussballdaten.de-n (németül)
- Profil a kicker.de-n (németül)
- Profil a worldfootball.net-en (angolul)
- Profil a transfermarkt.de-n (németül)
- Profil a soccernet.espn-en Archiválva 2009. december 10-i dátummal a Wayback Machine-ben (angolul)
- Fanzone adtalap (magyarul)